# Кармона, Энтони
Энтони Томас Аквинас Кармона (англ. Anthony Thomas Aquinas Carmona; род. 7 марта 1953, Физабад) — тринидадо-тобагианский судья, государственный и политический деятель. Президент Тринидада и Тобаго с 18 марта 2013 по 19 марта 2018 года.